# Specie di Huttoniidae
Al 19 giugno 2007 la famiglia di ragni Huttoniidae consta di un solo genere, monospecifico, di seguito descritto; sono in fase di studio e descrizione tassonomica vari esemplari che potranno far salire tale numero.

## Huttonia
Huttonia O.P.-CAMBRIDGE, 1879 
- Huttonia palpimanoides O.P.-CAMBRIDGE, 1879  — Nuova Zelanda.